# Walzgerüst

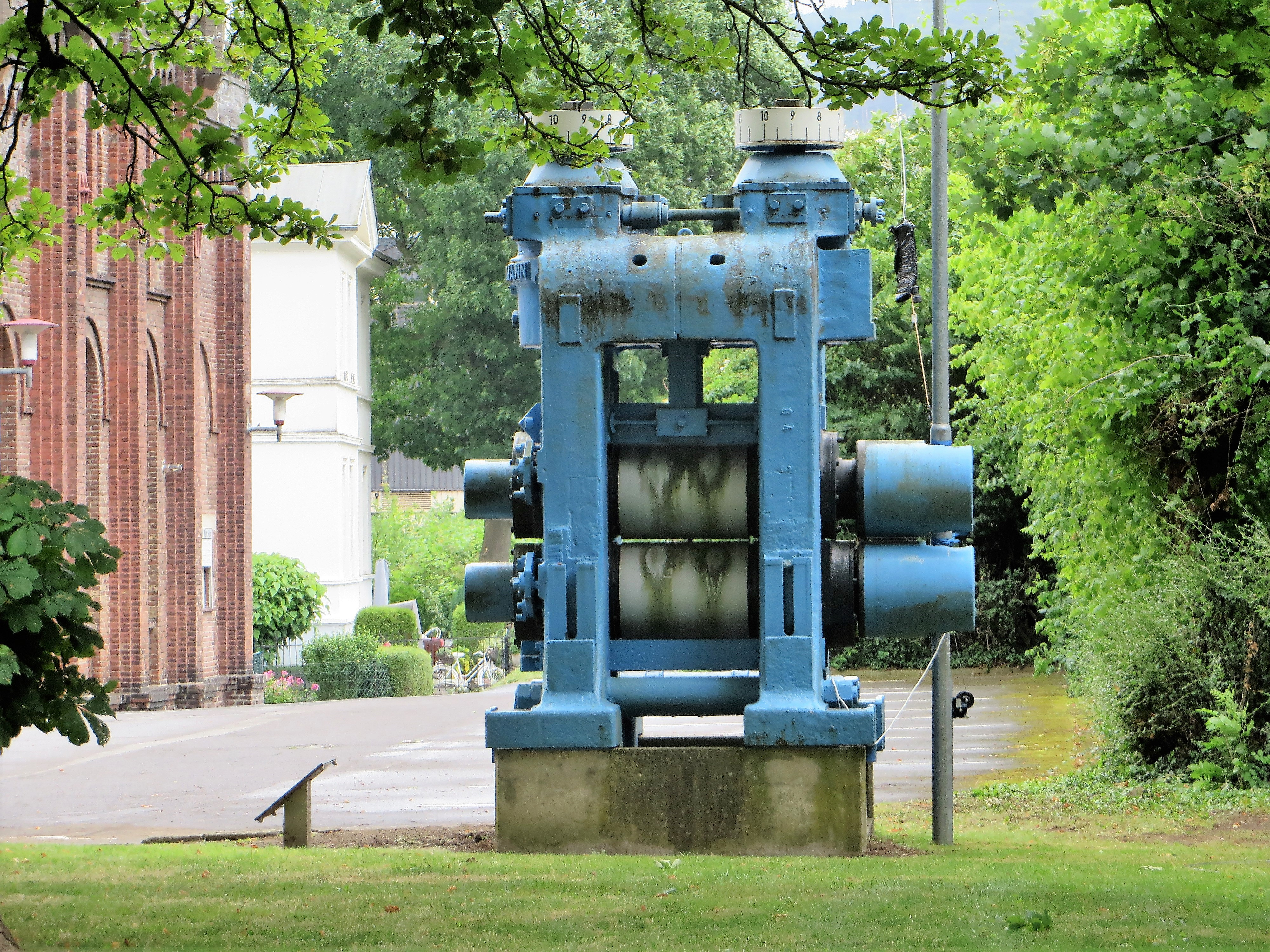
Ehemaliges Walzgerüst der Hoesch Hohenlimburg AG

In Walzwerken erfolgt die Formgebung des Walzgutes an einem Walzgerüst. Diese Formgebung wird als Walzen bezeichnet. Das Walzen erfolgt zwischen mindestens zwei Arbeitswalzen, die in einem Walzgerüst gelagert sind.
Der Aufbau eines Walzgerüstes hängt dabei ab von:
- der Anzahl der Walzen
- ihrer Lage
- ihrer Form
- den wirkenden Kräften während des Walzens
- den Genauigkeitsanforderungen des Walzgutes.

Es gibt Walzstraßen mit nur einem und solche mit mehreren nach- oder nebeneinander angeordneten Walzgerüsten.

## Bauteile
Unabhängig von der Art des Walzgerüstes gibt es die folgenden grundlegenden Maschinenelemente, aus denen Walzgerüste in der Regel zusammengesetzt sind.
Weitere Elemente, die an einem Walzgerüst verwendet werden können, sind:
- Armaturen
- Walzbalken
- Verschiebelineale
- Ein- und Ausführungen.

### Walzenständer
Ein Walzgerüst besteht u. a. aus zwei Walzenständern, das können sein:
- Rahmenständer: haben ein festes, geschlossenes Oberhaupt, oder
- Kappenständer: haben ein abnehmbares Oberhaupt (eine Kappe).

Beide Ständerarten werden auf Sohlplatten befestigt, die mit dem Fundament des Walzgerüstes verbunden sind. Die Ständer mit ihrem Unterbau und ihrem Oberhaupt bilden ein „Fenster“. Dieses muss in Höhe und Breite größer sein als der Durchmesser der eingesetzten Walzen. So kann der Einbau mit den Walzen zur Wiederaufbereitung ausgetauscht werden.

### Einbaustücke
In den Fenstern der Ständerkonstruktion sind die Einbaustücke untergebracht. In diesen werden die Arbeits- und, wenn vorhanden, die Stützwalzen gelagert und geführt. Die Lager unterliegen hohen Anforderungen, um die auftretende Reibung zu minimieren und um die beim Arbeitsvorgang auftretende Walzkräfte aufzunehmen. Je nach Verwendungszweck werden Gleit- oder Wälzlager eingesetzt.

### Anstellvorrichtung
Um den zwischen den Arbeitswalzen gebildeten Walzspalt einzustellen, werden Anstellvorrichtungen verwendet. In Duo- oder Quarto-Gerüsten liegt in der Regel die untere Arbeitswalze fest, nur die obere kann angestellt werden. Diese Anstellung erlaubt die Veränderung der zu walzenden Dicke, ohne die Einbaustücke mit den Walzen zu wechseln. Die Anstellung kann hydraulisch oder mechanisch erfolgen, der angestellte Walzspalt kann digital oder mechanisch angezeigt werden.
Werden die Walzen gewechselt, um die Walzdicke zu beeinflussen, so wird nicht vom Anstellen, sondern vom Einstellen gesprochen.

### Antriebe
Während in der Entwicklungsphase der verschiedenen Walzverfahren noch Dampfantriebe genutzt wurden, werden Walzgerüste gegenwärtig ausschließlich mit elektrischen Antrieben ausgestattet. Abhängig von der Gerüst-Art werden Drehstrom- oder Gleichstrommotoren eingesetzt. Die Kraftübertragung vom Antrieb zur Walze erfolgt über Kammwalzen oder Spindeln.

## Arten
Die Benennung von Walzgerüsten richtet sich nach:
- der Bauart (mit oder ohne Walzenständer)
- der Anzahl der Walzen
- ihrer Lage
- ihren Abmessungen.

Am weitesten verbreitet sind Walzgerüste mit zwei, drei oder vier Walzen, vgl. die folgenden Unterkapitel.
Seltener sind Vielrollen-Gerüste, dazu gehören u. a. Sechswalzen-, Zwanzigwalzen-, Splitblock-, Monoblock- und 18-High-Gerüste.

### Housingless-Gerüste
Die moderne Walzwerkstechnik unterscheidet zwischen den herkömmlichen Ständerwalzgerüsten und den moderneren Housinglessgerüsten (Gerüste ohne Walzenständer). Bei letzteren werden die Walzenlagerungen (die Einbaustücke) direkt durch Zuganker verbunden. Die Walzkraft zwischen den Lagerungen der Walzen wird damit nicht mehr den langen Weg über den Walzenständer, sondern einen sehr kurzen Weg über die Zuganker geleitet. Physikalisch gesehen wird damit die Länge der Feder verkürzt, welche die Walzkraft aufnimmt. Das erhöht die Federsteifigkeit des Systems, wodurch Hausinglessgerüste deutlich leichter und kompakter sind als Ständerwalzgerüste. Als Housinglessgerüste können Duo- und Triogerüste gestaltet werden.

### Duo-Gerüste

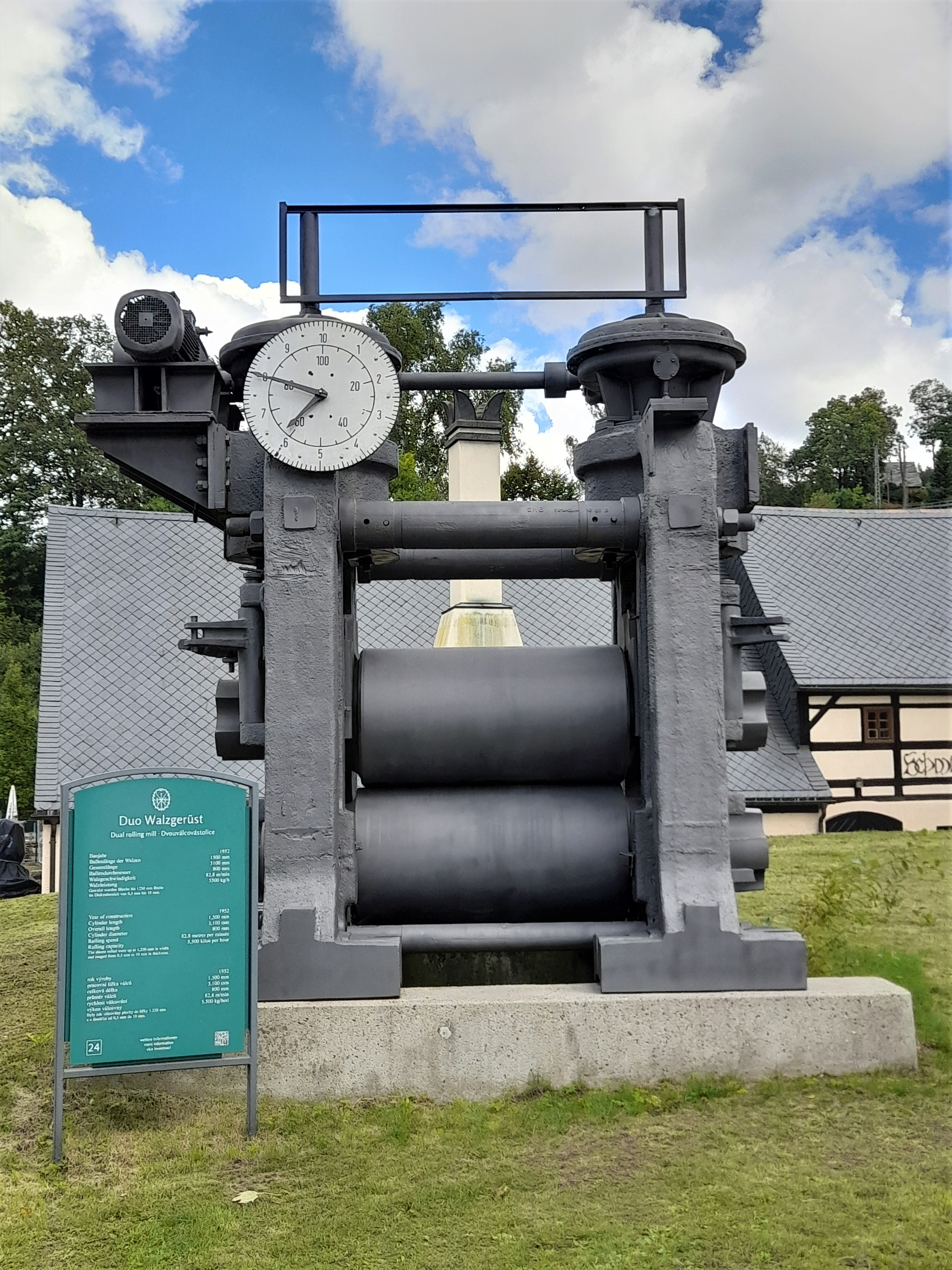
Duo-Walzgerüst beim Neuhammer der Saigerhütte Grünthal (Olbernhau)

Duo-Gerüste (Zweiwalzengerüste) verfügen über zwei Walzen. Der Walzvorgang wird als Duo-Walzen bezeichnet. Das Walzgut wird vertikal oder horizontal zwischen den beiden Arbeitswalzen geführt. Um mehrere Stiche an einem Gerüst auszuführen, wird mit modernen Walzenantrieben die Drehrichtung der Walzen geändert oder das Walzgut zurückgefahren, indem der Walzspalt geöffnet oder es über die Oberwalze zurückgegeben wird.
Duo-Walzgerüste werden unterteilt in:
- Horizontal-Zweiwalzengerüst
- Vertikal-Zweiwalzengerüst
- Doppel-Zweiwalzengerüst.

### Trio-Gerüste
Trio-Gerüste (Dreiwalzengerüste) verfügen über drei Arbeitswalzen und werden in der Regel im Warmwalzprozess eingesetzt. Dieser Walzprozess wird als Trio-Walzen bezeichnet. Die Arbeitswalzen sind parallel übereinander angeordnet. Das Walzgut wird abwechselnd zwischen der Unter- und Mittelwalze und zwischen der Mittel- und Oberwalze geführt. Während der einzelnen Walzvorgänge bleiben die Drehrichtungen der Walzen gleich.
Die Trio-Walztechnologie ist sehr alt, sie wurde schon mit Wasserrad und Dampfmaschinnantrieb genutzt. Sie hat den Vorteil, dass man für wechselnde Walzrichtungen die Drehrichtung der Maschine nicht ändern muss, was bei Wasserrädern und Dampfmaschinen kaum möglich war.
Heute werden Triogerüste nur noch in Walzwerken mit kleiner Leistung eingesetzt und werden in der Regel mit ungeregelten Drehstrommotoren angetrieben.

### Vierwalzengerüste

#### Universalgerüste
Universal-Walzgerüste dienen in der Regel dem Warmwalzen von Profilen, wie Trägern und U-Profilen. Insbesondere wenn parallele Flansche an den Profilen gewalzt werden sollen, sind Universlawalzgerüste einzusetzen. Sie sind mit vier Walzen ausgestattet (zwei horizontal und zwei vertikal gelagert). So können mit ihnen gleichzeitig vertikale und horizontale Umformungen vorgenommen werden, was für die Herstellung von Parallelflanschträgern nötig ist.

#### Quarto-Gerüste
Quarto-Gerüste (Vierwalzengerüste) werden ausschließlich für das Band- und Blechwalzen genutzt.  Sie sind mit zwei Arbeits- und zwei Stützwalzen ausgestattet. Der Walzvorgang wird als Quarto-Walzen bezeichnet. Das Walzgut wird zwischen den Arbeitswalzen geführt. Die Stützwalzen stützen die Arbeitswalzen und begrenzen so die Durchbiegung der Arbeitswalzen. Denn je geringer die Durchbiegung der Arbeitswalzen, desto genauer werden die Dickentoleranzen des Walzgutes über die Walzbreite eingehalten.

### Dreischeiben-Gerüste
Im Bereich der Langprodukte wie Stab und Rohr werden als letzte Gerüste häufig Dreischeibengerüste verwendet. Die Scheiben sind in einer Y-Form mit Winkeln von 120° zueinander angeordnet und erreichen durch ihre erhöhte Umschlingung des Walzgutes höhere Abnahmen und eine bessere Präzision als Duo-Gerüste mit eingeschnittenen Kalibern.